# Laguna Limpia
Laguna Limpia é uma cidade da Argentina, localizada na província de Chaco.